# Qa’ableh
Qa'ableh (arabe: قعبله) est une ville de la région orientale de Sanaag en Somalie. La ville comporte de nombreuses structures archéologiques ainsi que d'anciennes tombes. 

## Situation
Qa'ableh est située près des ruines d'Haylan. Ancienne ville, elle abrite de nombreux sites archéologiques, similaires à ceux trouvés à Qombo'ul et à El Ayo, deux autres anciennes villes du nord de la Somalie. La plupart de ces sites historiques n'ont pas encore été pleinement explorés . 
Qa'ableh abrite également le tombeau d'Harti, le père fondateur du sous clan des Darod, le clan Harti. La tombe de Cheikh Darod est située à proximité dans les montagnes Hadaaftimo, dans l'ancienne ville d'Haylan et est le théâtre de fréquents pèlerinages. 
On pense que la ville abrite les tombes d'anciens rois, issus des premières périodes de l'histoire somalienne, comme en témoignent les nombreuses anciennes structures funéraires et cairns ( taalo ) qui s'y trouvent.

## Tombes

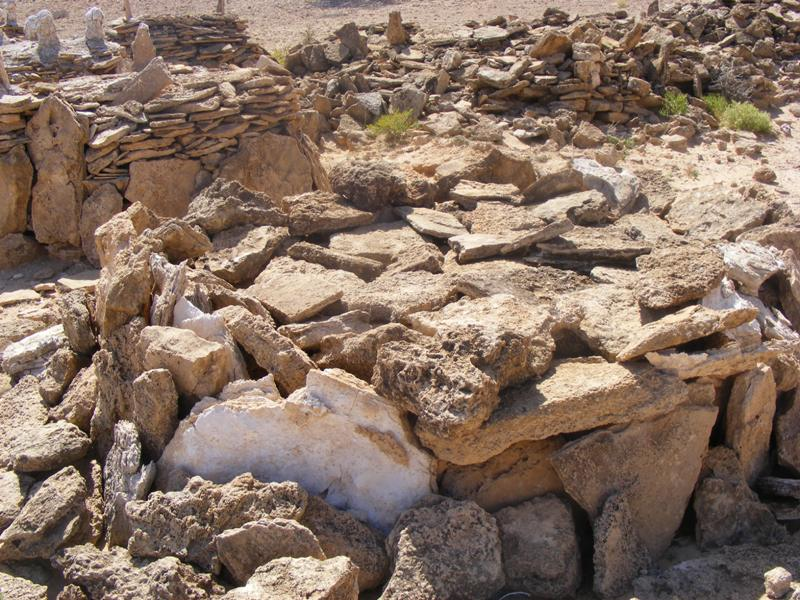
Ruines à Qa'ableh, Sanaag, Somalie
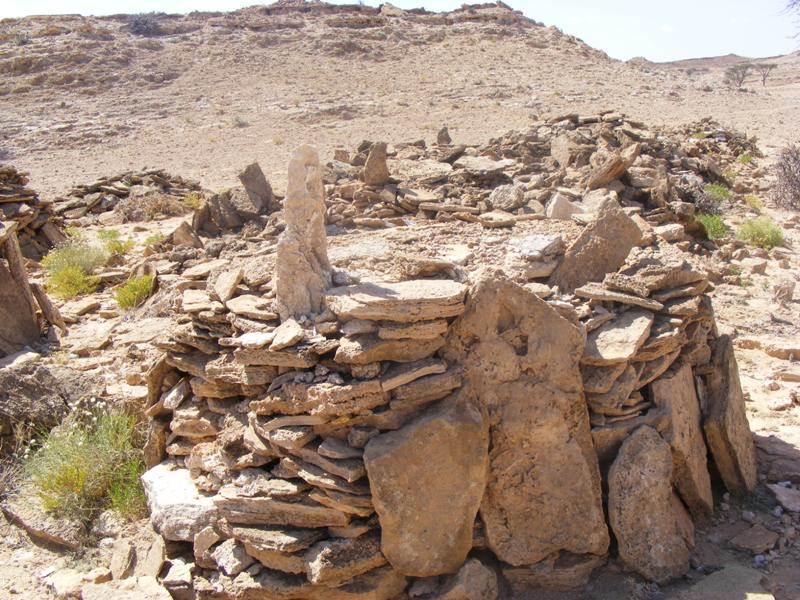
Tombe inconnue à Qa'ableh, Sanaag, Somalie
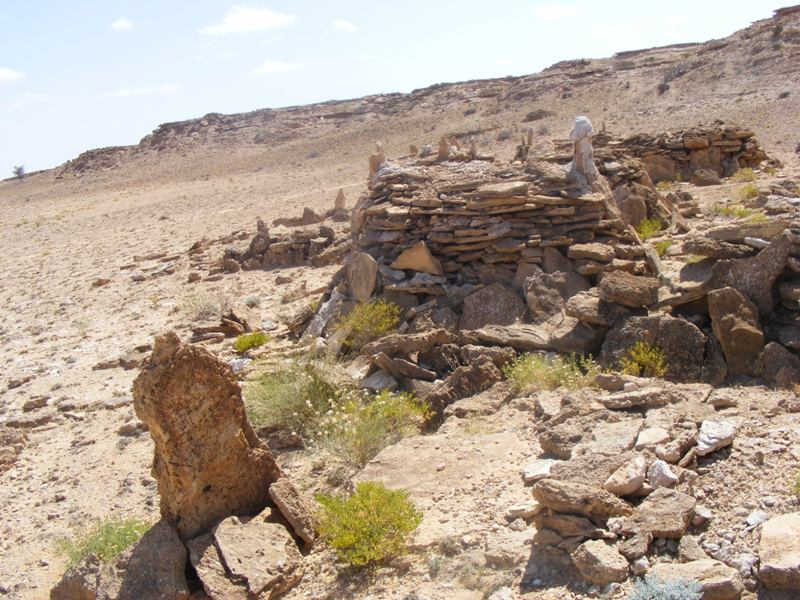
Ruines de Qa'ableh, Sanaag, Somalie
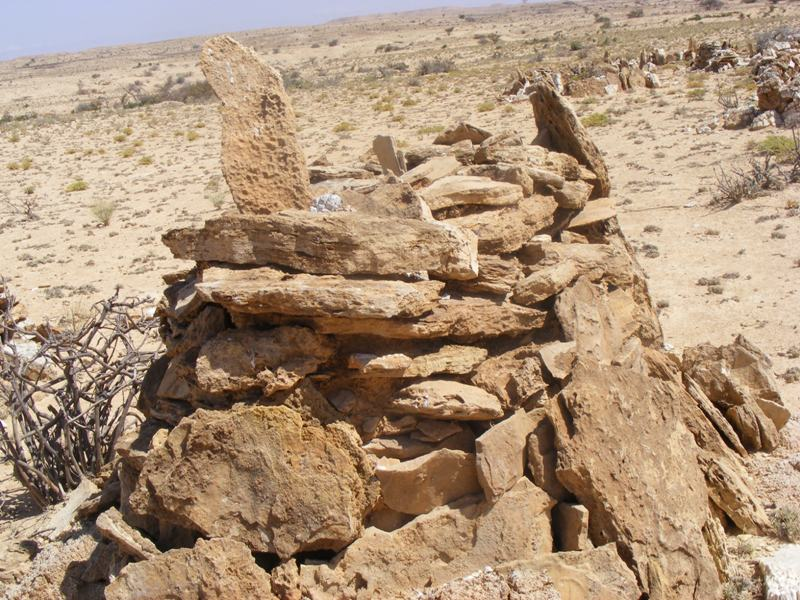
Une autre tombe inconnue à Qa'ableh, Sanaag, Somalie
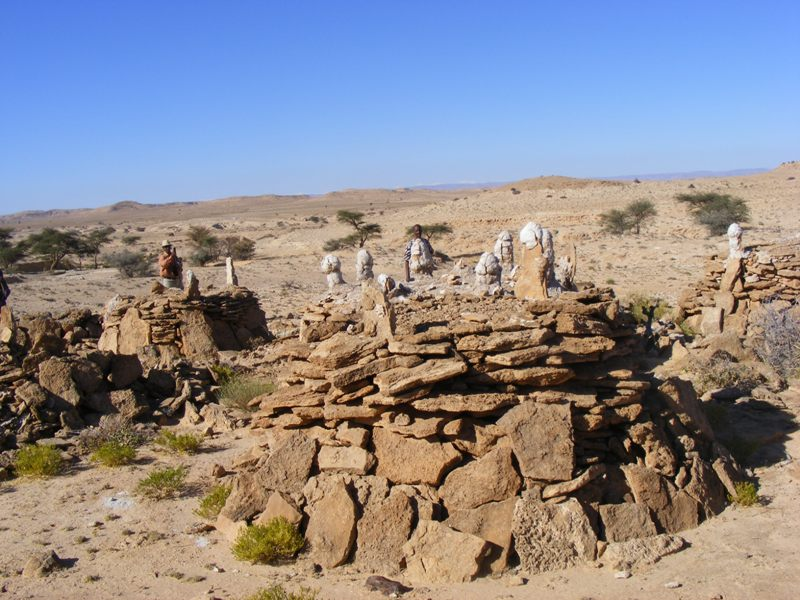
Anciens cairns à Qa'ableh, Sanaag, Somalie